# Tomorrow Hit Today
Tomorrow Hit Today je název alba americké grungeové kapely Mudhoney. Bylo nahráno v roce 1994, avšak vyšlo až 28. března následujícího roku. V roce 2003 vyšla revidovaná verze alba, která obsahovala bonusové skladby navíc.

## Seznam skladeb
1. "A Thousand Forms of Mind" – 4:43
2. "I Have To Laugh" – 3:29
3. "Oblivion" – 3:26
4. "Try To Be Kind" – 2:55
5. "Poisoned Water" – 2:45
6. "Real Low Vibe" – 2:55
7. "This Is The Life" – 3:32
8. "Night Of The Hunted" – 3:05
9. "Move With The Wind" – 3:49
10. "Ghost" – 4:33
11. "I Will Fight No More Forever" – 2:54
12. "Beneath The Valley Of The Underdog" – 5:16